# 삼릉역
삼릉역(Samneung station, 三陵驛)은 경기도 고양시 덕양구 원당동에 위치한 교외선의 철도역이다. 2004년부터 여객열차의 영업이 중지되었다.

## 역사
- 1967년 1월 9일: 임시승강장으로 영업 개시[1]
- 1969년 4월 10일 : 무배치간이역으로 승격[2]
- 2004년 4월 1일: 여객취급 중지

## 역 주변
- 공양왕릉
- 주주테마동물원
- 서삼릉 - 약 1.5km

## 사진

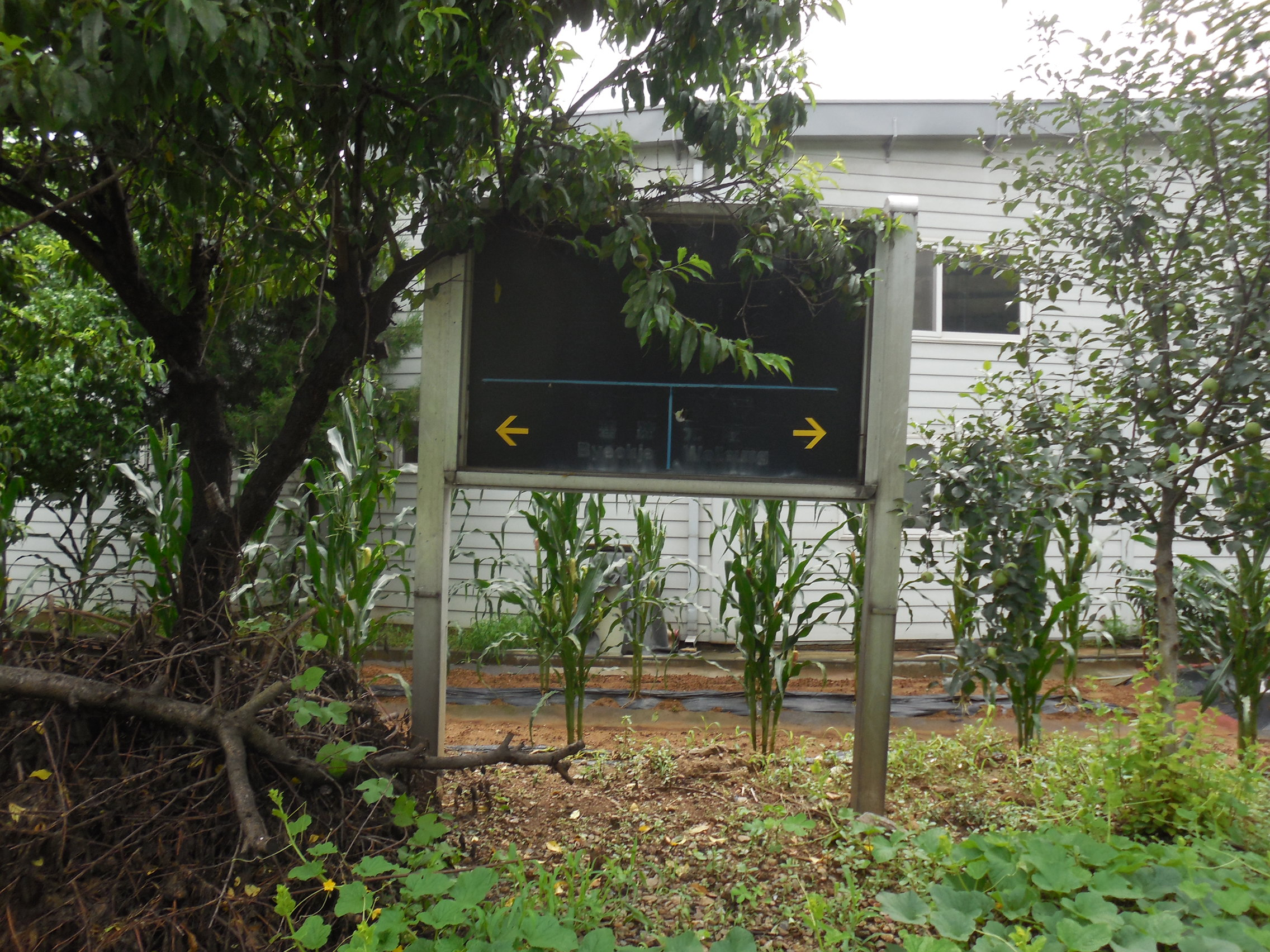
역명판
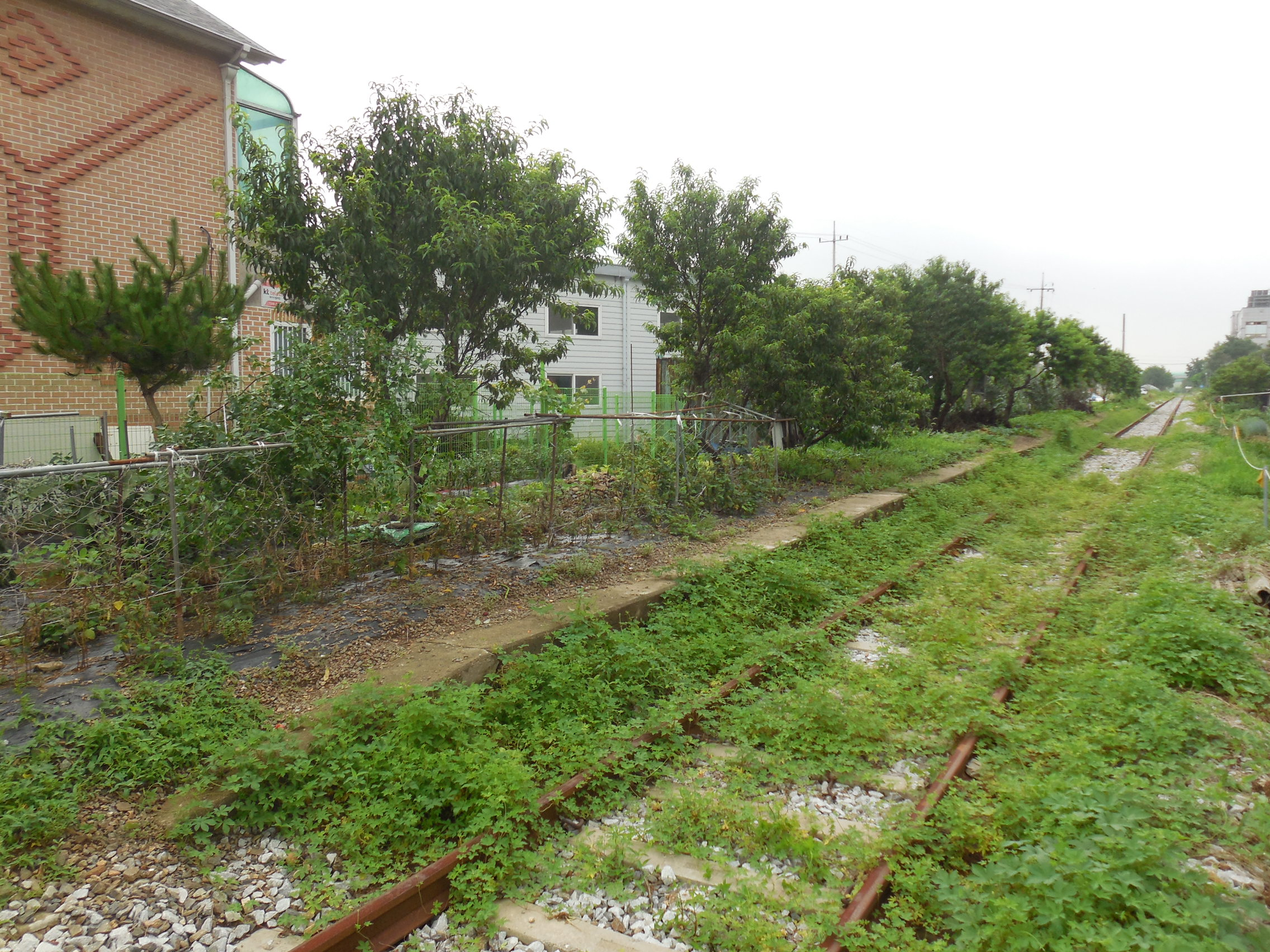
승강장